# Auxesi
L'auxesi (en grec "augment") és un recurs literari consistent a usar una expressió altisonant, culta o exagerada en comptes d'una altra. Està a mig camí entre la hipèrbole i l'eufemisme, ja que empra un equivalent més elevat per no utilitzar un mot o expressió que pot semblar barroer, massa comú o nociu. Apareix en poesia però també en el llenguatge administratiu i els escrits de la correcció política. Pot formar part d'una gradació o enumeració climàtica, on el darrer element és una auxesi que culmina la llista precedent. El seu oposat es diu tapinosi.